# Gerhard Tintner
Gerhard Tintner (* 29. September 1907 in Nürnberg; † 13. November 1983 in Wien) war ein österreichischer Ökonometriker und Hochschullehrer.

## Leben
Gerhard Tintner war ein Sohn des Pharmazeuten Leopold Tintner und der Karolin Goldschmidt. Er studierte Nationalökonomie, Statistik und Jura an der Universität Wien und wurde 1929 promoviert. 1936 emigrierte er in die USA und heiratete 1941 Leontine Roosevelt Camprubi, sie hatten ein Kind. 1942 erhielt er die US-amerikanische Staatsbürgerschaft. 
Tintner war Professor für Wirtschaft, Mathematik und Statistik von 1937 bis 1962  an der Iowa State University, von 1963 bis 1972 an der University of Southern California in Los Angeles und ab 1973 am Institut für Ökonometrie an der Technischen Universität Wien. Er war Mitglied mehrerer wissenschaftlicher Gesellschaften. Er erhielt 1970 die Ehrendoktorwürde der Universität Bonn.  

## Schriften (Auswahl)
- Abraham Wald’s Contributions to Econometrics. In: The Annals of Mathematical Statistics. Band 23, Nr. 1, 1952, S. 21–28, JSTOR:2236398.
- Handbuch der Ökonometrie (= Enzyklopädie der Rechts- und Staatswissenschaft, Abteilung Staatwissenschaft). Springer-Verlag, Heidelberg 1960, ISBN 978-3-642-86967-9, doi:10.1007/978-3-642-86966-2.
- Methodology of Mathematical Economics and Econometrics (= International Encyclopedia of Unified Sciences. Band II, Nummer 6). The University of Chicago Press, Chicago / London 1968, ISBN 978-0-226-80443-9.
- Mit Charles B. Milham: Mathematics and statistics for economists. 2. Auflage. Dryden Press, Hinsdale 1970.
- Mit J. N. K. Rao, Heinrich Strecker: New results in the variate difference method. Vandenhoeck und Ruprecht, Göttingen 1978, ISBN 978-3-525-11242-7.
- Mit Heinrich Strecker: Quotient Method. In: Encyclopedia of Statistical Sciences. Band 7. John Wiley, New York 1986, S. 494–495.